# Scinde, Punjab and Delhi Railway
| Scinde, Punjab and Delhi Railway | Scinde, Punjab and Delhi Railway |
| -------------------------------- | -------------------------------- |
| Wappen der SP&DR                 |                                  |
| Streckenverlauf                  |                                  |
| Streckenlänge:                   | 1885: 1115 km                    |
| Spurweite:                       | 1676 mm (Kolonialspur)           |
|                                  |                                  |

Die Scinde, Punjab and Delhi Railway, abgekürzt SP&DR, war eine Eisenbahngesellschaft im Nordwesten Britisch-Indiens.

## Geschichte
Das private Unternehmen entstand 1870 durch Zusammenschluss der Eisenbahngesellschaften Scinde Railway, Delhi Railway, Punjab Railway und der Dampfschifffahrtsgesellschaft Indus Steam Flotilla. Die SP&DR hatte den Ruf, das am schlechtesten geführte Privatunternehmen ihrer Zeit zu sein.
Sie wurde am 31. Dezember 1885 vom Staat übernommen und 1886 entstand aus ihr und einigen kleineren Gesellschaften die neu gegründete North Western State Railway. Zum Zeitpunkt der Verstaatlichung war das Netz der SP&DR 1115 km lang und lag zum größten Teil im Nordwesten Britisch-Indiens, dem heutigen Pakistan.

## Fahrzeuge

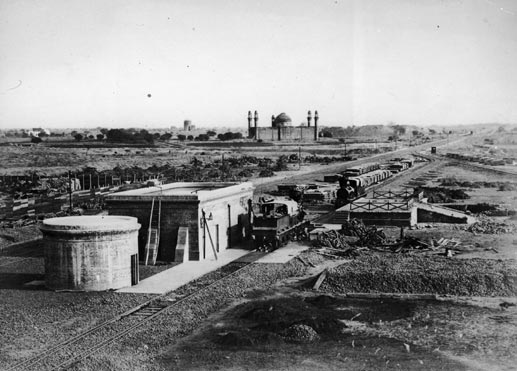
Scinde, Delhi and Punjab Railway, bei Lahore, um 1880

Am 31. Dezember 1877 war die Gesellschaft im Besitz von 151 Dampflokomotiven, 517 Personenwagen und 2969 Güterwagen.

## Schreibweise
Die Vorgängergesellschaften wurden um 1855 gegründet und die Schreibweise der Provinz Punjab hat sich im Laufe der Zeit öfter verändert. Daher ist in einigen Quellen auch „Punjaub“ zu finden. Auch auf den Lokomotiven traf man damals beide Schreibweisen an.